# Anobothrus
Anobothrus is een geslacht van borstelwormen uit de familie van de Ampharetidae.

## Soorten
- Anobothrus amourouxi Bonifácio, Lavesque, Bachelet & Parapar, 2015
- Anobothrus antarctica Monro, 1939
- Anobothrus apaleatus Reuscher, Fiege & Wehe, 2009
- Anobothrus auriculatus Alalykina & Polyakova, 2020
- Anobothrus bimaculatus Fauchald, 1972
- Anobothrus dayi Imajima, Reuscher & Fiege, 2013
- Anobothrus fimbriatus Imajima, Reuscher & Fiege, 2013
- Anobothrus flabelligerulus Imajima, Reuscher & Fiege, 2013
- Anobothrus glandularis (Hartmann-Schröder, 1965)
- Anobothrus gracilis (Malmgren, 1866)
- Anobothrus jirkovi Alalykina & Polyakova, 2020
- Anobothrus laubieri (Desbruyères, 1978)
- Anobothrus mancus Fauchald, 1972
- Anobothrus mironovi Jirkov, 2009
- Anobothrus paleaodiscus Schüller & Jirkov, 2013
- Anobothrus paleatus Hilbig, 2000
- Anobothrus patagonicus (Kinberg, 1866)
- Anobothrus patersoni Jirkov, 2009
- Anobothrus pseudoampharete Schüller, 2008
- Anobothrus rubropaleatus Schüller & Jirkov, 2013
- Anobothrus sonne Alalykina & Polyakova, 2020
- Anobothrus wilhelmi Schüller & Jirkov, 2013

### Nomen nudum
- Anobothrus ledanoisi

### Synoniemen
- Anobothrus nasuta (Ehlers, 1887) => Amphicteis nasuta Ehlers, 1887
- Anobothrus nataliae Jirkov, 2009 => Anobothrus paleatus Hilbig, 2000
- Anobothrus occidentalis Hartman, 1969 => Sosane occidentalis (Hartman, 1969)
- Anobothrus trilobatus Hartman, 1969 => Eclysippe trilobata (Hartman, 1969)
- Anobothrus wakatakamaruae Imajima, 2009 => Anobothrus paleatus Hilbig, 2000